# Mount Kaschak
Mount Kaschak ist ein 1580 m hoher Berg im westantarktischen Queen Elizabeth Land. Im südlichen Abschnitt der Neptune Range in den Pensacola Mountains ragt er 10 km westlich des Gambacorta Peak auf.
Der United States Geological Survey kartierte ihn anhand eigener Vermessungen und Luftaufnahmen der United States Navy aus den Jahren von 1956 bis 1966. Das Advisory Committee on Antarctic Names benannte ihn 1968 nach John P. Kaschak, Flugzeugmaschinist auf der Ellsworth-Station im antarktischen Winter 1958.